# Степанівка (село, Сумський район)
Степа́нівка — село в Україні, у Білопільській міській громаді Сумського району Сумської області. Населення становить 120 осіб. До 2020 орган місцевого самоврядування — Гуринівська сільська рада.

## Географія
Село Степанівка розташоване на правому березі річки Павловка, вище за течією на відстані 4 км розташоване село Мелячиха, нижче за течією на відстані 1 км розташоване село Мороча, на протилежному березі — село Річки.

## Назва
На території України 50 населених пункти із назвою Степанівка.

## Історія
- Село постраждало внаслідок геноциду українського народу, проведеного урядом СССР 1923—1933 — померло з голоду не менше 33 людей, та 1946–1947 роках[1].
- 12 червня 2020 року, відповідно до розпорядження Кабінету Міністрів України № 723-р «Про визначення адміністративних центрів та затвердження територій територіальних громад Сумської області», село увійшло до складу Білопільської міської громади[2].
- 19 липня 2020 року, в результаті адміністративно-територіальної реформи та ліквідації Білопільського району, село увійшло до складу новоутвореного Сумського району[3].

## Економіка
- Молочно-товарна ферма.